# Sarangpur
Sarangpur è una suddivisione dell'India, classificata come municipality, di 32.295 abitanti, situata nel distretto di Rajgarh, nello stato federato del Madhya Pradesh. In base al numero di abitanti la città rientra nella classe III (da 20.000 a 49.999 persone).

## Geografia fisica
La città è situata a 23° 34' 0 N e 76° 28' 0 E e ha un'altitudine di 409 m s.l.m..

## Società

### Evoluzione demografica
Al censimento del 2001 la popolazione di Sarangpur assommava a 32.295 persone, delle quali 16.736 maschi e 15.559 femmine. I bambini di età inferiore o uguale ai sei anni assommavano a 5.964, dei quali 3.108 maschi e 2.856 femmine. Infine, coloro che erano in grado di saper almeno leggere e scrivere erano 17.818, dei quali 10.749 maschi e 7.069 femmine.